# 症例対照研究
症例対照研究（しょうれいたいしょうけんきゅう、case-control study）とは、分析疫学における手法の1つである。疾病に罹患した集団を対象に、曝露要因を観察調査する。次に、その対照として罹患していない集団についても同様に、特定の要因への曝露状況を調査する。以上の2集団を比較することで、要因と疾病の関連を評価する研究手法。ケースコントロール研究、患者対照研究、結果対照研究とも訳される。

## 利点と欠点
ケースコントロール研究は、すでに疾病を発生しているケースが利用できるため、疾病の発生を待つ必要はなく、コホート研究に比べて時間もコストもかからない。また、コホート研究が適さない稀な疾病（稀な疾病の場合、コホート研究では膨大な時間と費用をかけて、コホートの大部分の人が健康なままでいることを観察するだけとなる）に適している。
対象としている疾病の原因と考えられる要因を複数調べることができるという利点がある。その反面、リスク要因に関する情報を過去にさかのぼって調べなくてはいけないので情報が不正確になりがちである。代表的なものには、思い出しバイアス（recall bias）が挙げられ、ケースは「過去に原因として考えられている要因の曝露を受けたかどうか」をよく記憶しているが、疾病を発生していないコントロールは同じ曝露を受けていても記憶していないという偏りがしばしば見られる。また、研究対象者の選択においても、コントロールの適切な選択は難しく、選択バイアス（selection bias）についての検討が充分になされる必要がある。またケースコントロール研究は時間軸を過去に限定しがちであり、後ろ向き研究（retrospective study）とも称されることがある。

## 例
以下の例はサリドマイドによる奇形（フォコメリア phocomelia）を報告したレンツ博士の例である。
|                                   | 症例 奇形児を生んだ母親 | 対照 奇形児を生んでいない母親 | 計    |
| サリドマイド服用 (要因暴露あり)   | 90人                    | 2人                           | 92人  |
| サリドマイド非服用 (要因暴露なし) | 22人                    | 186人                         | 208人 |
|                                   | 112人                   | 188人                         | 300人 |

この例は奇形を生んだ母親112人に質問し、過去にサリドマイドを服用した過去があるかを調査し、そののち奇形でない出産をした母親188人に同様な質問をして作成した表である。
コホート研究と異なり、一般的に罹患率を直接求めることはできない。これは対照群の大きさは事後に任意に決めることができるからであり、上の表の188人は合計を300人にするために選んできただけである、具体的には縦方向の比には意味があるが、横方向の比には意味がないからである。
曝露要因と疾病の関係は症例群の曝露オッズと対照群の曝露オッズを比較することで評価される。評価にはオッズの比をとるので（曝露）オッズ比（Odds Ratio)と呼ばれる指標で評価する。この例では以下のような高い値となる。
{\displaystyle {\frac {\frac {90}{22}}{\frac {2}{186}}}={\frac {90}{2}}\times {\frac {186}{22}}=380.45454...}
なお、曝露群の形式的な症例オッズと非曝露群の形式的な症例オッズの比をとっても同じ値になる（形式と書く理由は、2群の選択確率は実験者の選択によるもので、本来の無作為でのオッズとはならないからである。）。
{\displaystyle {\frac {\frac {90}{2}}{\frac {22}{186}}}={\frac {90}{22}}\times {\frac {186}{2}}=380.45454...}
対象となる疾病の発生頻度が稀であれば、オッズ比は相対リスク（罹患率比）の良い近似となり、「曝露を受けることによって、疾病発生のリスクが何倍になるか」と解釈することができる。